# 托马斯·戴尔·斯图尔特 (人类学家)
托马斯·戴尔·斯图尔特（英語：Thomas Dale Stewart，1901年6月10日—1997年10月27日）是一位美国人类学家，是现代法医人类学的奠基人，也是古病理学和体质人类学的先驱。